# Grant Allen
Charles Grant Blairfindie Allen (ur. 24 lutego 1848 w Kingston, zm. 25 października 1899) – brytyjski pisarz, twórca powieści i opowiadań.

## Dzieła
- Strange Stories, 1884, opowiadania
- For Mamie's Sake, 1886
- In All Shades, 1886
- The Beckoning Hand, and Other Stories, 1887, opowiadania
- The Devil's Die, 1888
- This Mortal Coil, 1888
- Dr Palliser's Patient, 1889
- The Tents of Shem, 1889
- Dumaresq's Daughter, 1891
- What's Bred in the Bone, 1891
- The Duchess of Powysland, 1892
- Blood Royal, 1893
- Ivan Greet's Masterpiece, and Other Stories, 1893, opowiadania
- The Scallywag, 1893
- An Army Doctor's Romance, 1894
- At Market Value, 1894
- The British Barbarians, 1895
- The Woman Who Did, 1895
- Moorland Idylls, 1896
- A Splendid Sin, 1896
- An African Millionaire, 1897, opowiadania
- The Type-Writer Girl, 1897
- The Incidental Bishop, 1898
- Linnet, 1898
- Miss Cayley's Adventures, 1899
- Twelve Tales, 1899, opowiadania
- Hilda Wade, Hospital Nurse, 1900, opowiadania
- Sir Theodore's Guest, and Other Stories, 1902, opowiadania
- Under Sealed Orders, 1895